# Théorie de Galois inverse
En mathématiques et plus précisément en algèbre la théorie de Galois inverse est une branche de la théorie de Galois.
L'objet de la théorie est de répondre à la question : Soit G un groupe et K un corps, existe-t-il une extension de K de groupe de Galois G ? Peut-on la choisir galoisienne ?
La plus grande conjecture de la théorie est la suivante : Tout groupe fini est le groupe de Galois d'une extension galoisienne des nombres rationnels.
Malgré d'importants progrès durant les trente dernières années du XXe siècle et un grand nombre de résultats établis, la théorie reste une vaste conjecture.

## Problème
Le théorème fondamental de la théorie de Galois montre que des extensions ayant même groupe de Galois sont très semblables. La détermination de ce groupe apprend énormément sur la structure de l'extension, elle est cependant souvent délicate. Il apparaît alors naturel de se poser la question inverse.
Les groupes de Galois des extensions algébriques sont naturellement munis d'une structure de groupe profini. On peut montrer réciproquement, par une construction ad hoc, que tout groupe profini G est bien groupe de Galois d'une certaine extension algébrique : soit F un corps (commutatif), on note K le corps des fractions rationnelles sur F en un ensemble d'indéterminées indicé par les éléments des groupes quotients de G par ses sous-groupes distingués ouverts. On peut alors montrer que l'extension K/KG est alors une extension galoisienne de groupe de Galois G. Cependant, rien n'assure que KG = F. Le problème de la théorie de Galois inverse devient : peut-on, via éventuellement une autre construction, obtenir KG = F ?
Cette question peut donc se résumer :
- Soit un groupe fini (ou profini) et un corps, existe-t-il une extension galoisienne de ce corps ayant pour groupe de Galois ce groupe ?
- Soit un groupe fini (ou profini), existe-t-il une extension galoisienne de ℚ ayant pour groupe de Galois ce groupe[2] ? (le groupe sera alors dit réalisable).

Aucune de ces questions n'est actuellement résolue.

## Exemples
- Le groupe d'ordre 2 est réalisable : n'importe quelle extension quadratique convient, par exemple le corps ℚ(i) des rationnels de Gauss.
- Pour tout entier n > 0, le groupe (ℤ/nℤ)* des inversibles de l'anneau ℤ/nℤ (le cas précédent correspond à n = 3), est réalisable, par l'extension cyclotomique ℚ(r), où r est une racine primitive n-ième de l'unité.
- D'après le théorème fondamental de la théorie de Galois, tout quotient d'un groupe réalisable est réalisable (par une sous-extension).
- On déduit des deux points précédents que tout groupe abélien fini est réalisable[3], et qu'il l'est même par une sous-extension d'une extension cyclotomique (mais il ne faut confondre cette précision avec le théorème de Kronecker-Weber, beaucoup plus profond).

## Quelques résultats
Les résultats suivants sont maintenant démontrés :
- Tout groupe symétrique fini Sn est réalisable[2] par le corps de décomposition du polynôme (irréductible[4]) Xn – X – 1[5]. (Il en résulte immédiatement que tout groupe fini est le groupe de Galois d'une extension galoisienne d'un corps de nombres.)
- Une preuve moins explicite[Note 1] de la réalisabilité de Sn permet de montrer aussi[6] celle du groupe alterné An.
- Tout groupe résoluble fini est réalisable. Ce résultat[7] est dû à Igor Chafarevitch, dans une série de quatre articles parus en 1954.
- Parmi 26 groupes sporadiques, tous sont réalisables sauf peut-être le groupe M23 de Mathieu[8]. En particulier, le groupe Monstre est réalisable[9].

## Les différentes stratégies
Pour un groupe G donné, l'idée d'Emmy Noether est de réaliser ce groupe comme le groupe de Galois d'une extension de ℚ(T). Ensuite, le théorème d'irréductibilité de Hilbert nous donne l'existence d'une infinité de valeurs rationnelles pour T pour lesquelles le groupe de Galois reste G.